# Regno di Vientiane
Il Regno di Vientiane si formò nel 1707 nell'odierno Laos dallo smembramento del Regno di Lan Xang, che aveva unificato le municipalità (mueang) laotiane nel 1354. La capitale fu l'omonima Vientiane.

## Premesse
Le lotte intestine tra le fazioni dell'aristocrazia laotiana travolsero Lan Xang dopo il regno di Surigna Vongsa (1638-1690). L'ultimo re di Lan Xang fu Setthathirat II, il cui padre si era rifugiato in Vietnam quando il fratello Surigna Vongsa era salito al trono. Cresciuto alla corte dei signori Nguyễn, Setthathirat II si prese il trono di Lan Xang nel 1698, arrivando a Vientiane alla testa di un'armata del Vietnam, di cui fu vassallo. La sua autorità fu contestata dal cugino, che depose il viceré di Luang Prabang ed istituì un autonomo regno delle municipalità settentrionali.

## Fondazione
Il sovrano del Regno di Ayutthaya (l'odierna Thailandia), preoccupato dall'influenza dei vietnamiti a Vientiane, mediò la riconciliazione fra i due cugini, che si accordarono per la spartizione dello Stato nei due nuovi regni di Lan Xang Luang Prabang e di Lan Xang Vientiane nel 1707. La linea di confine fu posta lungo il fiume Thuong.
Setthathirath II fu il primo sovrano di Vientiane. Nel 1709, il governatore Borom Raja di Thakhek dichiarò l'indipendenza da Vientiane, si proclamò re e con un'armata marciò sulla capitale, dove venne respinto e costretto a tornare nei suoi territori, che comprendevano anche quelli sulla riva occidentale del Mekong. Approfittando dell'indebolimento del regno, nel 1713 il principe Nokasad venne proclamato sovrano del nuovo regno meridionale di Champasak, i cui territori avevano fino ad allora fatto parte del Regno di Vientiane. Nokasad assunse il nome regale Soi Sri Samut. Alla morte di Borom Raja, nel 1715 Setthathirath riprese possesso di Nakhon Phanom. Regnò fino alla morte, avvenuta nel 1730.

## Turbolenze nel regno
Durante i regni successivi ebbero luogo alcune ribellioni, la prima delle quali fu quella di Thao Kukeo, il figlio di Borom Raja, che si era rifugiato a Champasak. Questi radunò un esercito e con l'aiuto dei vietnamiti espugnò Thakhek. Il governatore Thao Khamsing fuggì e chiese aiuto al re di Vientiane che ristabilì l'ordine. Nacquero poi dissidi con il Regno di Luang Prabang, sobillate dai re birmani della dinastia Konbaung che presero accordi sia con Luang Prabang che con Vientiane. Intendevano farsi alleati i laotiani per accerchiare e riconquistare il Siam, sottomesso e subito perso nel 1767. Il nuovo re del Siam fu il generale Taksin, che fondò il Regno di Thonburi sulle ceneri di quello di Ayutthaya, distrutto dai birmani. Ottenne una lunga serie di vittorie e Bunsan, re di Vientiane, ne fu impressionato al punto tale da stringere nel 1770 un'alleanza con il Siam.
Nel 1773 le armate del Regno di Luang Prabang assediarono Vientiane e Bunsan, prossimo alla capitolazione, chiese segretamente l'intervento in suo aiuto dei birmani, il cui re inviò il governatore di Chiang Mai ad attaccare Luang Prabang. Le truppe che assediavano Vientiane tornarono a difendere la propria città e Bunsan offrì un'alleanza anche ai birmani, che erano a conoscenza del trattato firmato tre anni prima tra Vientiane e Thonburi. L'offerta fu accettata dai birmani, che a titolo di garanzia deportarono come ostaggi due figli di Bunsan ed alcuni cortigiani. Nel 1774 i siamesi, dopo che la corte di Luang Prabang li aveva informati della nuova alleanza tra Vientiane e la Birmania, intercettarono un messaggio in cui il re birmano chiedeva a Bunsan l'invio di truppe di appoggio per l'imminente attacco a Thonburi, la capitale siamese. Non furono presi provvedimenti contro i laotiani, che non avevano aderito alla richiesta birmana, ma la scoperta suscitò violente proteste da parte di Taksin ed il congelamento dei rapporti tra la corte di Vientiane e quella di Thonburi.
La seconda grande ribellione interna fu fatale al regno di Vientiane. Il nobile Phra Vorarad Vongsa si era vista negata dal re Bunsan la promessa nomina a viceré e nel 1766 aveva occupato nell'odierno Isan un territorio di cui si proclamò re. Bunsan lo aveva costretto a fuggire con l'aiuto delle truppe del governatore di Korat, a quel tempo parte del regno. Vorarad Vongsa si era stabilito nella zona dell'odierna Ubon Ratchatani sotto la protezione del re di Champasak. Nel 1777 Chamapsak fu conquistata dai siamesi e Vorarad Vongsa fece atto di sottomissione al re di Thonburi Taksin. Il re Bunsan, che aveva a lungo fatto inseguire Vorarad Vongsa, lo fece uccidere quello stesso anno. Fu questo il pretesto che scatenò l'offensiva siamese.

## Sottomissione ai siamesi
Bunsan dislocò diverse armate difensive nei punti strategici delle province del regno che vennero sistematicamente sconfitte dal potente esercito di Thonburi. Nei primi mesi del 1779 ebbe inizio l'assedio di Vientiane. Le truppe siamesi furono coadiuvate da quelle di Luang Prabang che attaccarono dal nord. Dopo 4 mesi di aspri combattimenti Bunsan si rese conto dell'imminente sconfitta e fuggì nelle zone montuose dell'odierna Provincia di Bolikhamxai, lasciando la capitale in mano al figlio Anandasen. Questi si arrese ed i siamesi entrarono a Vientiane, fra le varie cose che trafugarono e portarono a Thonburi vi furono le sacre statue del Phra Bang, palladio della monarchia laotiana, ed il Buddha di Smeraldo, che lo sarebbe diventato e lo è tuttora di quella siamese.
Vennero arrestati e deportati a Thonburi tutti i membri della famiglia reale che non erano fuggiti e gli ufficiali di alto grado dell'esercito. Molte famiglie del popolo furono invece deportate a Saraburi, nell'odierna Thailandia Centrale. Gli invasori resero il regno vassallo e si annetterono i territori dell'altopiano di Korat (l'odierno Isan). Malgrado l'aiuto fornito, il Regno di Luang Prabang fu a sua volta reso vassallo di Thonburi. Nel giro di pochi mesi persero così l'indipendenza tutti i regni laotiani eredi del glorioso Lan Xang, che aveva dominato il medio bacino del Mekong per oltre 4 secoli.

## Fine del regno
Il tentativo di re Anuvong di liberarsi del dominio di Bangkok, dove la capitale siamese era stata spostata, finì in una carneficina. Dopo i primi successi che lo portarono a liberare Korat, Anuvong fu costretto al ritiro ed alla fuga in Vietnam. Venne definitivamente sconfitto al suo ritorno nel dicembre del 1828, Vientiane fu rasa al suolo e lo Stato venne annesso al Regno di Rattanakosin, il nome che aveva preso il Siam della nuova dinastia Chakri. Anuvong venne portato in una gabbia a Bangkok dove fu torturato in pubblico fino alla morte. Centinaia di migliaia di laotiani scampati al massacro vennero deportati in Isan, fino ad allora prevalentemente spopolato, e sottoposti ad un processo di integrazione definito 'thaificazione' che è tuttora in corso.

## Lista dei sovrani
- 1707–1730 Setthathirat II
- 1730–1767 Ong Long
- 1767–1779 Bunsan
- 1779–1780 Dopo la sottomissione di Vientiane al Regno di Thonburi vi fu un interregno, sotto il governo del siamese Phaya Supho
- 1780–1781 Bunsan
- 1781–1795 Nanthasen
- 1795–1805 Inthavong
- 1805–1828 Anuvong